# Yahoo! Days
Yahoo! Days（ヤフーデイズ）は、かつてYahoo! JAPANが運営していたソーシャル・ネットワーキング・サービス(SNS)。
2006年2月28日に提供を開始した。当初は、当時米Yahoo!が提供していたSNS「Yahoo! 360°」と同じ名称を仮に使用していた。日本独自のサービス名を公募により決め、2006年7月31日よりYahoo! Daysと改名した。
2008年2月13日から招待制が廃止され、Yahoo! JAPAN IDを取得していれば誰でも参加できるように変更された。
2011年7月にYahoo! Daysの公式サイトにて新規参加等を停止し、10月をもって全サービスの終了が発表された。

## サービス
開始時の報道発表では、2006年5月中旬からはYahoo! BB会員またはYahoo!プレミアム会員ならば、招待されなくても利用登録が可能と報じられたが、延期を繰り返し、同年7月末のYahoo! Daysへの名称変更とともに登録可能になった。そのため、「友だち」（他のSNSでは「マイフレンド」などと呼称される）がゼロのユーザ（Yahoo! BB会員、Yahoo!プレミアム会員、Yahoo!ケータイパケット対応機種契約者）と、招待を受けて登録したユーザ（「友だち」が一人以上存在する）が混在している。なお、一度退会すると同じIDでは再度入会することが出来ない仕様となっている。
自分の参加コミュニティや友だちにタグ（分類のための単語。メタデータ）を非公開でつけることができ、タグ単位での日記の個別公開などが可能である。テレビ番組や著名人に関する「公式コミュニティ」が多数存在する。
米国のYahoo!が運営するSNSの名称はYahoo! 360°のままサービスを終了し、後継のサービスとしてYahoo! PULSEのサービスを行っている。